# Benjamin Apthorp Gould
Benjamin Apthorp Gould, ameriški astronom, * 27. september 1824, Boston, Massachusetts, ZDA, † 26. november 1896, Cambridge, Massachusetts, ZDA.
Gould je najbolj znan po ustanovitvi znanstvene revije Astronomical Journal, odkritju Gouldovega pasu in pomoči pri organiziranju astronomije v Argentini. V letu 1851 predlagal, da bi asteroide označevali samo s številkami v zaporedju njihovega odkrivanja. Ta način se je hitro pričel uporabljati.

## Priznanja

### Nagrade
Leta 1883 mu je Kraljeva astronomska družba podelila zlato medaljo, leta 1887 pa je prvi prejel medaljo Jamesa Craiga Watsona za svoje dosežke na področju astronomije.